# Vid itáliai király
III. Guido (Spoleto, 850 körül – Taro, 894. december 12.), németesen Wido Camerino őrgrófja 880-tól (mint I. vagy II. Guido), 883-tól pedig Spoleto és Camerino hercege. 889-ben Itália királyává, 891-ben pedig császárrá koronázták.

## Élete
Guido I. Guido spoletói herceg és Itta, Sico beneventói herceg lányának, második fiaként született. Ezen felül I. Lothár császár egyik lányának unokája, így a Karoling-család tagja is volt. 842-ben a korábbi Spoletói Hercegséget, amit Nagy Károly a mindenkori pápának adományozott, a frankok helyre állították, hogy határterületként szolgáljon a Bizánci Birodalom ellen, alárendelt államként. Guido bátyja, Lambert, arra kényszerítette öccsét hogy hadjáratot vezessen Camerinóba. 883-ban Guido megörökölte unokaöccse földjeit (Spoletót) és így újra egyesítette a hercegséget, mint "Spoleto és Camerino hercege", valamint felvette a dux et marchio címet is. Elvette Agelturdét, Adelchis beneventói herceg lányát, aki szült neki egy fiút, Lambertet.
882-ben, a ravennai birodalmi gyűlésen III. (Kövér) Károly császár megfosztotta őt hűbérbirtokaitól egy bűncselekmény miatt. Ám Guidó a következő évben visszaszerzett mindent.
885-ben harcolt a szaracénok ellen a Garigliano menti csatában.
Kövér Károly 887-es eltávolítása után, mint Fulk rheimsi bíboros rokona, jó eséllyel indult hogy Franciaország királyává koronázzák. Még Langres-ig is elutazott, ahol a püspök meg is koronázta. Ám Párizsi Odó 888-as megkoronázása miatt kénytelen volt visszavonulni. Ezután azt tervezte hogy megszerzi Itália királyi címét és a császárságot. Így került szembe Friuli Berengárral, a Lombardia vas koronájáért folytatott harcban. Ám 889-ben végül őt koronázta VI. István pápa Itália királyává és 891 májusában császárrá, amikor fiát, Lambertet, pedig királlyá. A következő évben, 892. április 20-án, Ravennában, Guido kényszerítette Formózusz pápát hogy koronázza Lambertet társcsászárrá.
Később a pápa szembefordult Guidóval és hozzásegítette Karintiai Arnulfot az itáliai királyi és később a császári címhez. 893-ban Formosus pápa meghívta Arnulfot Páviába, hogy megdöntség Guido uralmát és őt koronázzák meg. Arnulf a fiát, Zwentiboldot, küldte maga helyett egy sereggel, hogy csatlakozzon Berengárhoz, a legyőzött királyhoz és úgy vonuljon Páviába. A sereg körülvette a várost, de Guido lefizette őket, hogy ne lázadjanak fel. A következő évben azonban legyőzték Guidot Bergamonál és megszerezték Páviát és Milánót. Berengárt elismerték királynak és Arnulf vazallusának. Zwentibold visszatért Németországba. Guido késő ősszel elmenekült a taroi csatából és nem sokkal később meg is halt, fiát felesége gyámsága alatt hagyva. Mindketten szembe kerültek a trónért folytatott harcban Berengárral és Arnulffal.